# Jaime McManus
Jaime Luis McManus Menuel (16 de febrero de 1964) es un actor y dramaturgo chileno de cine, teatro y televisión. 
Cuenta con una amplia trayectoria en telenovelas y series de televisión tales como Rojo y miel, Fuera de control, Prófugos, y en el cine con películas como Cachimba, Violeta se fue a los cielos, o La memoria de mi padre; protagonizada junto a Tomás Vidiella. Además es un frecuente actor de teatro, donde se ha destacado en montajes como Traición, Cuarteto, o Muerte accidental de un anarquista.
Es también docente en actuación y trabajo de máscaras. Como hombre de teatro ha ejercido además del trabajo de actor, el de dramaturgo y director. Obtuvo el premio a mejor actor Sanfic 2017 con la película La memoria de mi padre. También el Premio Nacional de Dramaturgia año 2007 con la obra El Avión Rojo.

## Filmografía

### Cine
- La tercera oreja (1999)
- Cachimba (2004)
- El baño (2005)
- The Black Pimpernel (2007)
- Drama (2010)
- Wie ein Stern am Himmel (2010)
- Ambas tres (2011)
- Violeta se fue a los cielos (2011)
- La memoria de mi padre (2017)

### Telenovelas
- La torre 10 (1984) como Cristián Andrés
- Rojo y miel (1994) como Dante
- Juegos de fuego (1995) como Raimundo Morales
- Fuera de control (1999) como Damián Goic Seymour
- Amándote (1998) como Cristián Salvatierra
- Piel canela (2001) como Mariano Miguel.
- Los Treinta (telenovela) (2005)
- Entre medias (2006) como Cristóbal Parot
- Preciosas (2017)
- Dime con quién andas (2023) como Ladislao Ruiz de Gamboa

### Series y unitarios
- Brigada Escorpión
- Geografía del deseo  como Nacho Huertas
- Mujer rompe el silencio
- Infieles
- Los simuladores como Carlos Milazzo
- El día menos pensado
- La Nany
- Los Venegas
- La vida es una lotería
- Héroes
- Cárcel de mujeres
- Cartas de mujer
- El lagarto
- Prófugos
- Graduados
- Puerto Hambre
- 12 días que estremecieron Chile
- Tira